# Tony Rolt
Anthony Peter Roylance "Tony" Rolt (Bordon, 16 de outubro de 1918 – Warwick, 6 de fevereiro de 2008) foi um automobilista britânico de Fórmula 1 nascido na Inglaterra. Antes de partir para as corridas automobilísticas, Rolt era soldado. Ele foi condecorado pelo exército britânico por sua luta na Segunda Guerra Mundial. Foi o último dos sobreviventes da primeira corrida de F-1 da história, realizada em Silverstone.
Tony Rolt faleceu em 6 de fevereiro de 2008, aos 89 anos de idade, em decorrência de uma pneumonia.

## Resultados das 24 Horas de Le Mans
| Ano  | Equipe             | Co-piloto       | Carro             | Classe | Voltas | Pos.              | Class Pos.        |
| ---- | ------------------ | --------------- | ----------------- | ------ | ------ | ----------------- | ----------------- |
| 1949 | R.R.C. Walker      | Guy Jason Henry | Delahaye 135CS    | S5.0   | 126    | DNF (Bearings)    | DNF (Bearings)    |
| 1950 | Healey Motors Ltd. | Duncan Hamilton | Nash-Healey E     | S5.0   | 250    | 4º                | 3º                |
| 1951 | Healey             | Duncan Hamilton | Nash-Healey Coupé | S5.0   | 250    | 6º                | 4º                |
| 1952 | Jaguar Ltd.        | Duncan Hamilton | Jaguar C-Type     | S5.0   |        | DNF (Head gasket) | DNF (Head gasket) |
| 1953 | Jaguar Cars Ltd.   | Duncan Hamilton | Jaguar C-Type     | S5.0   | 304    | 1º                | 1º                |
| 1954 | Jaguar Cars Ltd.   | Duncan Hamilton | Jaguar D-Type     | S5.0   | 301    | 2º                | 2º                |
| 1955 | Jaguar Cars Ltd.   | Duncan Hamilton | Jaguar D-Type     | S5.0   | 186    | DNF (Transmissão) | DNF (Transmissão) |